# كيفن هاليغان
كيفن هاليغان هو شاعر كندي، ولد في 1964.